# Erdbeben am Tanganjikasee 2005

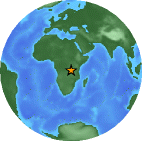
Epizentrum

Das Erdbeben am Tanganjikasee ereignete sich am 5. Dezember 2005 gegen 12:19:55 UTC (14:19:55 Ortszeit) im Osten Kongos und hatte eine Stärke von 6,8.
UNO-Mitarbeiter teilten mit, dass dabei Menschen ums Leben gekommen sind. Die größten Schäden gab es in der Demokratischen Republik Kongo, dort vor allem in der Stadt Kalemie, welche direkt am See und nur 55 km vom Epizentrum entfernt liegt. In dieser Region leben zahlreiche Flüchtlinge aus dem Kongokrieg.
Die Erdstöße, die vom US Geological Survey gemessen wurden, waren noch an der Küste Kenias und in Nairobi zu spüren, das rund 975 km entfernt liegt. Auch betroffen waren einige weniger bewohnte Regionen in Burundi, Sambia und Tansania, aber auch die Hauptstadt Ruandas Kigali.